# フランソワ・ブランマー
フランソワ・ブランマー（Francois Brummer、1989年5月17日 - ）は、南アフリカ出身のラグビー選手。

## プロフィール
- ポジションはスタンドオフ(SO)。
- 身長 183cm、体重 93kg
- ニックネームはブラムス。
- 南アフリカA代表に選ばれたことがある[2]。

## 略歴
フールスコール・ヴォーテールク、チーターズ、ブルズを経て、2017年、豊田自動織機シャトルズに加入。同年8月18日に行われたジャパンラグビートップリーグ第1節の近鉄ライナーズ戦に先発出場で公式戦初出場を果たした。
2018年、豊田自動織機シャトルズを退団した。